# サンアントニオ市長
サンアントニオ市長（英語: Mayors of San Antonio）は、アメリカ合衆国のテキサス州サンアントニオの首長である。

## 植民地時代 (16世紀-1821年)、メキシコ時代 (1821年-1836年)
数人の例外を除き、毎年市長は交替した。1731年3月9日に市が創設された際の最初の市長はフアン・レアル・ゴメスである。
| 任期              | 氏名                                                   |
| ----------------- | ------------------------------------------------------ |
| 1731年 – 1732年   | フアン・レアル・ゴメス                                 |
| 1733年            | アントニオ・デ・ロス・サントス                         |
| 1734年            | マヌエル・デ・ニス                                     |
| 1735年            | フアン・レアル・ゴメス (2期目)                         |
| 1736年            | アントニオ・デ・ロス・サントス (2期目)                 |
| 1737年            | フアン・クルベロ                                       |
| 1738年            | イグナシオ・ロレンソ・デ・アルマス                     |
| 1739年            | フアン・クルベロ (2期目)                               |
| 1740年            | フアン・デルガド                                       |
| 1741年            | アントニオ・ロドリゲス・メデロ                         |
| 1742年            | パトリシオ・ロドリゲス                                 |
| 1743年            | アントニオ・ソーサ                                     |
| 1744年            | アントニオ・ロペス・アグアド・イ・ビラフエンテ         |
| 1745年            | フアン・ホセ・モンテス・デ・オカ                       |
| 1746年            | ホセ・クルベロ                                         |
| 1747年            | マテオ・ペレス                                         |
| 1748年            | フアン・ホセ・パドロン                                 |
| 1748年            | ホセ・レアル                                           |
| 1750年            | フアン・ホセ・パドロン (2期目)                         |
| 1751年            | ホセ・クルベロ (2期目)                                 |
| 1752年 - 1753年   | ルイス・アントニオ・メンチャダ                         |
| 1755年            | マヌエル・デルガド                                     |
| 1756年            | アントニオ・ロペス・アグアド・イ・ビラフエンテ (2期目) |
| 1757年            | ホセ・クルベロ (3期目)                                 |
| 1758年            | フアン・ホセ・フローレス                               |
| 1759年 - 1760年   | マーティン・ロレンソ・デ・アルマス                     |
| 1761年            | アントニオ・ロペス・アグアド・イ・ビラフエンテ (3期目) |
| 1762年            | フアン・ホセ・フローレス (2期目)                       |
| 1763年            | ルイス・アントニオ・メンチャダ (2期目)                 |
| 1764年            | イグナシオ・ロレンソ・デ・アルマス (2期目)             |
| 1764年4月以降     | フランシスコ・デルガド                                 |
| 1765年            | ベルナベ・デ・カルバハル                               |
| 1766年            | ドミンゴ・デルガド                                     |
| 1767年            | ミゲル・ゴルタリ                                       |
| 1768年            | ハシント・デルガド                                     |
| 1769年            | フランシスコ・フローレス・デ・アブレゴ                 |
| 1770年            | シモン・デ・アロチャ                                   |
| 1771年            | ホセ・フェリックス・メンチャカ                         |
| 1772年 - 1773年   | ドミンゴ・デルガド (2期目)                             |
| 1774年            | ホアキン・メンチャカ                                   |
| 1775年            | アマドール・デルガド                                   |
| 1776年            | ビセンテ・アルバレス・トラビエソ                       |
| 1777年            | マヌエル・デルガド (2期目)                             |
| 1778年            | ホセ・フェリックス・メンチャカ (2期目)                 |
| 1779年            | フランシスコ・フローレス・デ・アブレゴ (2期目)         |
| 1780年            | トリビオ・デ・ラ・フエンテ・フェルナンデス             |
| 1781年            | フランシスコ・フローレス・デ・アブレゴ (3期目)         |
| 1782年            | フアン・ホセ・デ・ラ・サンタ                           |
| 1783年            | マヌエル・デルガド (3期目)                             |
| 1784年            | フランシスコ・ハビエル・ロドリゲス                     |
| 1785年            | サルバドール・ロドリゲス                               |
| 1786年            | フアン・ホセ・デ・ラ・サンタ (2期目)                   |
| 1787年            | シモン・デ・アロチャ (2期目)                           |
| 1788年            | ホセ・フェリックス・メンチャカ (3期目)                 |
| 1789年 - 1790年   | イグナシオ・カルビロ                                   |
| 1791年            | フランシスコ・デ・アロチャ                             |
| 1792              | ビセンテ・フェレール・エンリケ・デ・アマドール         |
| 1793年            | マヌエル・デ・アロチャ                                 |
| 1794年            | ラモン・デ・ラス・フエンテス                           |
| 1795年            | ホセ・フェリックス・メンチャカ (4期目)                 |
| 1796年            | サルバドール・ロドリゲス (2期目)                       |
| 1797年            | ホセ・ロベルト・ヌニェス                               |
| 1798年            | マヌエル・デ・アロチャ (2期目)                         |
| 1799年            | フアン・ホセ・デ・ラ・ガルサ                           |
| 1800年            | マヌエル・デルガド (4期目)                             |
| 1801年            | マヌエル・マリア・バレラ                               |
| 1802年            | ホセ・アントニオ・サウセド                             |
| 1803年            | ホセ・フェリックス・メンチャカ (5期目)                 |
| 1804年            | トマス・デ・アロチャ                                   |
| 1805年            | イグナシオ・ペレス                                     |
| 1806年 - 1807年   | ホセ・アントニオ・サウセド (2期目)                     |
| 1807年            | アンヘル・ナバロ                                       |
| 1808年            | イグナシオ・ペレス                                     |
| 1809年            | マヌエル・マリア・バレラ (2期目)                       |
| 1810年            | マヌエル・デルガド (5期目)                             |
| 1811年1月 - 2月   | ガスパル・フローレス・デ・アブレゴ                     |
| 1811年3月以降     | フランシスコ・トラビエソ                               |
| 1812年            | クレメンテ・デルガド                                   |
| 1813年 (10月まで) | ホセ・アントニオ・デ・ラ・ガルサ                       |
| 1813年 - 1814年   | ホセ・アントニオ・サウセド (3期目)                     |
| 1815年            | ホセ・マリア・ザンブラーノ                             |
| 1816年            | ドミンゴ・ブスティロス                                 |
| 1817年            | フランシスコ・フローレス                               |
| 1818年            | フアン・マリア・サンブラーノ (2期目)                   |
| 1819年            | フランシスコ・モンテス・デ・オカ                       |
| 1820年            | フランシスコ・フローレス (2期目)                       |
| 1820年            | エラスモ・セギン (7月25日から)                         |
| 1821年            | ホセ・アンヘル・ナバロ                                 |
| 1822年            | ホセ・マリア・サリナス                                 |
| 1823年            | マヌエル・イトゥリ・カスティージョ                     |
| 1824年            | ガスパル・フローレス・デ・アブレゴ (2期目)             |
| 1825年            | フアン・マルティン・デ・ベラメンディ                   |
| 1826年            | フアン・ホセ・サンブラーノ                             |
| 1827年            | ホセ・マリア・サリナス (2期目)                         |
| 1828年            | フアン・マルティン・デ・ベラメンディ (2期目)           |
| 1829年            | ガスパル・フローレス・デ・アブレゴ (3期目)             |
| 1830年            | ミゲル・アルシニエガ                                   |
| 1831年            | ホセ・マリア・サリナス (3期目)                         |
| 1832年            | ホセ・アントニオ・デ・ラ・ガルサ (2期目)               |
| 1833年            | ミゲル・アルシニエガ (2期目)                           |
| 1834年            | フアン・セギン                                         |
| 1835年            | ホセ・アンヘル・ナバロ (2期目)                         |
| 1836年1月 - 2月   | フランシスコ・アントニオ・ルイス                       |
| 1836年4月以降     | ホセ・マリア・サリナス (4期目)                         |

## テキサス共和国 (1836年-1844年) 及びアメリカ合衆国・テキサス州 (1844年-現在)
| 任期                          | 氏名                                     |
| ----------------------------- | ---------------------------------------- |
| 1837年 - 1838年               | ジョン・ウィリアム・スミス               |
| 1838年                        | ウィリアム・H・デインジャーフィールド    |
| 1838年 - 1839年               | アントニオ・メンチャカ (前期)            |
| 1839年 - 1840年               | サミュエル・マーベリック                 |
| 1840年 - 1841年               | ジョン・ウィリアム・スミス (2期目)       |
| 1841年 - 1842年               | フアン・セギン (2期目)                   |
| 1841年                        | フランシス・ギルボー (前期)              |
| 1842年 - 1844年               | ジョン・ウィリアム・スミス (3期目)       |
| 1844年 - 1846年               | エドワード・ドワイヤー                   |
| 1846年 - 1847年               | ブライアン・キャラハン・シニア           |
| 1847年                        | チャールズ・F・キング                    |
| 1847年 - 1848年               | S・S・スミス                             |
| 1848                          | チャールズ・F・キング (2期目)            |
| 1848年 - 1849年               | S・S・スミス (2期目)                     |
| 1849年 - 1851年               | J・M・ディヴァイン                       |
| 1849年 - 1851年               | J・S・マクドナルド                       |
| 1852年 - 1853年               | チャールズ・F・キング (3期目)            |
| 1853年 - 1854年               | J・M・ディヴァイン (2期目)               |
| 1854年 - 1855年               | ジョン・M・キャロラン                    |
| 1855年 - 1856年               | ジェームズ・R・スウィート                |
| 1856年 - 1857年               | J・M・ディヴァイン (3期目)               |
| 1857年                        | J・H・ベック (前期)                      |
| 1857年 - 1859年               | A・A・ロックウッド                       |
| 1859年 - 1862年               | ジェームズ・R・スウィート (2期目)        |
| 1862年 - 1863年               | サミュエル・マーヴェリック (2期目)       |
| 1863年 - 1865年               | P・L・Buquor                             |
| 1865年                        | J・H・ライオンズ                         |
| 1865年 - 1866年               | O・クリーヴランド                        |
| 1866年 - 1867年               | J・H・ライオンズ (2期目)                 |
| 1867年 - 1872年               | ヴィルヘルム・ティーレパーペ             |
| 1872年                        | S・G・ニュートン                         |
| 1872年 - 1875年               | フランソワ・P・ジロー                    |
| 1875年 - 1885年               | ジェームズ・H・フレンチ                  |
| 1885年 - 1892年               | ブライアン・キャラハン・ジュニア         |
| 1892年 - 1893年               | A・I・ロックウッド (前期)                |
| 1893年 - 1894年               | ジョージ・パシャル                       |
| 1894年                        | ヘンリー・エルメンドルフ (前期)          |
| 1894年 - 1897年               | ヘンリー・エルメンドルフ                 |
| 1897年 - 1899年               | ブライアン・キャラハン・ジュニア (2期目) |
| 1899年 - 1903年               | マーシャル・ヒックス                     |
| 1903年                        | フレデリック・テレル (前期)              |
| 1903年 - 1905年               | ジョン・P・キャンベル                    |
| 1905年 - 1912年               | ブライアン・キャラハン・ジュニア (3期目) |
| 1912年                        | ウィリアム・L・リヒター (前期)           |
| 1912年 - 1913年               | A・H・ジョーンズ                         |
| 1913                          | アルバート・スティーヴズ (前期)          |
| 1913年 - 1917年               | クリントン・G・ブラウン                  |
| 1917年 - 1921年               | サム・C・ベル                            |
| 1921年 - 1923年               | Q・B・ブラック                           |
| 1923年 - 1927年               | ジョン・W・トビン                        |
| 1927年                        | フィル・ライト (前期)                    |
| 1927年 - 1933年               | C・M・チェンバース                       |
| 1933年                        | C・K・クイン (前期)                      |
| 1933年 - 1939年               | C・K・クイン                             |
| 1939年 - 1941年               | モーリー・マーベリック                   |
| 1941年 - 1943年               | C・K・クイン (2期目)                     |
| 1943年 - 1947年               | ガス・B・マウアーマン                    |
| 1947年 - 1949年               | アルフレッド・キャラハン                 |
| 1949年 - 1952年               | A・C（ジャック）・ホワイト               |
| 1952年 - 1953年               | サム・ベル・スティーヴズ                 |
| 1953年 - 1954年               | A・C（ジャック）・ホワイト (2期目)       |
| 1954年                        | R・L・レスター                           |
| 1954年 - 1955年               | R・N・ホワイト・シニア                   |
| 1955年5月1日 - 1961年5月1日   | J・エドウィン・クイケンダル              |
| 1961年5月1日 - 1971年5月1日   | ウォルター・W・マカリスター              |
| 1971年5月1日 - 1973年5月1日   | ジョン・ガッティ                         |
| 1973年5月1日 - 1975年5月1日   | チャールズ・L・ベッカー                  |
| 1975年5月1日 - 1981年5月1日   | リラ・コックレル                         |
| 1981年5月1日 - 1989年6月1日   | ヘンリー・シスネロス                     |
| 1989年6月1日 - 1991年6月1日   | リラ・コックレル (2期目)                 |
| 1991年6月1日 - 1995年6月1日   | ネルソン・W・ウォルフ                    |
| 1995年6月1日 - 1997年6月1日   | ウィリアム・E・ソーントン                |
| 1997年6月1日 - 2001年6月1日   | ハワード・W・ピーク                      |
| 2001年6月1日 - 2005年6月7日   | エドワード・D・ガルサ                    |
| 2005年6月7日 - 2009年6月1日   | フィル・ハードバーガー                   |
| 2009年6月1日 - 2014年7月22日  | フリアン・カストロ                       |
| 2014年7月22日 - 2017年6月21日 | アイヴィー・テイラー                     |
| 2017年6月21日 - 現在          | ロン・ニーレンバーグ                     |